# Moimenta da Beira
Moimenta da Beira é uma vila portuguesa do Distrito de Viseu integrada na sub-região do Douro, que pertence à região do Norte.
É sede do município homónimo, município que tem uma área total de 219,97 km2, 9.410 habitantes em 2021 e, assim, uma densidade populacional de 43 habitantes por km2, estando subdividido em 16 freguesias. O município é limitado a nordeste pelo município de Tabuaço, a sueste por Sernancelhe, a sul por Sátão, a sudoeste por Vila Nova de Paiva, a oeste por Castro Daire, a noroeste por Tarouca e a norte por Armamar.
A vila de Moimenta da Beira integra também a freguesia homónima que tem uma área de 10,17 km2, 2.843 habitantes em 2021 e por isso, uma densidade populacional de 280 habitantes por km2. 

## Geografia
A localização geográfica do município de Moimenta da Beira, entre o vale do Douro, de clima tipicamente mediterrânico e as terras altas da Beira Alta, de clima de montanha, propicia a existência de comunidades vegetais e animais variadas. 
Famosa pela produção de vinho, de maçã, principalmente da espécie "bravo de esmolfe", e, também, por ter sido o concelho onde Aquilino Ribeiro viveu em várias fases da sua vida, mais propriamente na pequena aldeia de Soutosa.

## Freguesias

Freguesias do município de Moimenta da Beira.

O município de Moimenta da Beira está dividido em 16 freguesias:
| - Alvite - Arcozelos - Baldos - Cabaços - Caria - Castelo - Leomil - Moimenta da Beira (sede) | - Paradinha e Nagosa - Passô - Pêra Velha, Aldeia de Nacomba e Ariz - Peva e Segões - Sarzedo - Sever - Vila da Rua - Vilar |

## Património
- Pelourinho de Castelo
- Pelourinho do Passô
- Pelourinho de Rua
- Solar do Sarzedo ou Solar de São Domingos do Sarzedo

## Cultura
- Fundação Aquilino Ribeiro - Casa Museu e Biblioteca - na Rua Juiz Conselheiro Aníbal Aquilino Ribeiro, em Soutosa

## Evolução da população do município
★ Os Recenseamentos Gerais da população portuguesa tiveram lugar a partir de 1864, regendo-se pelas orientações do Congresso Internacional de Estatística de Bruxelas de 1853. Encontram-se disponíveis para consulta no site do Instituto Nacional de Estatística (INE). 
(Obs.: Número de habitantes "residentes", ou seja, que tinham a residência oficial neste município à data em que os censos  se realizaram.)	

| Número de habitantes por grupo etário | Número de habitantes por grupo etário | Número de habitantes por grupo etário | Número de habitantes por grupo etário | Número de habitantes por grupo etário | Número de habitantes por grupo etário | Número de habitantes por grupo etário | Número de habitantes por grupo etário | Número de habitantes por grupo etário | Número de habitantes por grupo etário | Número de habitantes por grupo etário | Número de habitantes por grupo etário | Número de habitantes por grupo etário | Número de habitantes por grupo etário |
| ------------------------------------- | ------------------------------------- | ------------------------------------- | ------------------------------------- | ------------------------------------- | ------------------------------------- | ------------------------------------- | ------------------------------------- | ------------------------------------- | ------------------------------------- | ------------------------------------- | ------------------------------------- | ------------------------------------- | ------------------------------------- |
|                                       | 1900                                  | 1911                                  | 1920                                  | 1930                                  | 1940                                  | 1950                                  | 1960                                  | 1970                                  | 1981                                  | 1991                                  | 2001                                  | 2011                                  | 2021                                  |
| 0-14 Anos                             | 4 934                                 | 5 241                                 | 4 628                                 | 4 636                                 | 5 221                                 | 5 146                                 | 5 269                                 | 4 440                                 | 3 641                                 | 2 839                                 | 1 917                                 | 1 458                                 | 1 067                                 |
|                                       |                                       | +6,2%                                 | -11,7%                                | +0,2%                                 | +12,6%                                | -1,4%                                 | +2,4%                                 | -15,7%                                | -18,0%                                | -22,0%                                | -32,5%                                | -23,9%                                | -26,8%                                |
| 15-24 Anos                            | 2 668                                 | 2 466                                 | 2 602                                 | 2 410                                 | 2 582                                 | 2 617                                 | 2 368                                 | 1 945                                 | 2 301                                 | 2 041                                 | 1 712                                 | 1 206                                 | 937                                   |
|                                       |                                       | -7,6%                                 | +5,5%                                 | -7,4%                                 | +7,1%                                 | +1,4%                                 | -9,5%                                 | -17,9%                                | +18,3%                                | -11,3%                                | -16,1%                                | -29,6%                                | -21,8%                                |
| 25-64 Anos                            | 5 888                                 | 5 649                                 | 5 434                                 | 5 472                                 | 5 728                                 | 6 295                                 | 6 416                                 | 5 355                                 | 5 165                                 | 5 386                                 | 5 189                                 | 5 131                                 | 4 638                                 |
|                                       |                                       | -4,1%                                 | -3,8%                                 | +0,7%                                 | +4,7%                                 | +9,9%                                 | +1,9%                                 | -16,5%                                | -3,5%                                 | +4,3%                                 | -3,7%                                 | -1,1%                                 | -9,7%                                 |
| = ou > 65 Anos                        | 692                                   | 950                                   | 838                                   | 925                                   | 952                                   | 1 113                                 | 1 219                                 | 1 395                                 | 1 702                                 | 2 051                                 | 2 256                                 | 2 417                                 | 2 768                                 |
|                                       |                                       | +37,3%                                | -11,8%                                | +10,4%                                | +2,9%                                 | +16,9%                                | +9,5%                                 | +14,4%                                | +22,0%                                | +20,5%                                | +10,0%                                | +7,1%                                 | +14,5%                                |

(Obs: De 1900 a 1950 os dados referem-se à população "de facto", ou seja, que estava presente no município à data em que os censos se realizaram. Daí que se registem algumas diferenças relativamente à designada população residente)

## Política

### Eleições autárquicas[6]
| Data | %       | V       | %       | V       | %     | V     | %            | V            | %              | V       | %              | V   | %      | V      | %              | V  | Participação   |                |
| Data | PPD/PSD | PPD/PSD | CDS-PP  | CDS-PP  | PS    | PS    | FEPU/APU/CDU | FEPU/APU/CDU | PSD-CDS        | PSD-CDS | GCE            | GCE | PPM    | PPM    | CH             | CH | Participação   |                |
| ---- | ------- | ------- | ------- | ------- | ----- | ----- | ------------ | ------------ | -------------- | ------- | -------------- | --- | ------ | ------ | -------------- | -- | -------------- | -------------- |
| Data | 1976    | 42,37   | 2       | 29,23   | 2     | 14,41 | 1            | 8,26         | -              |         |                |     |        |        |                |    |                | 62,40 / 100,00 |
| 1979 | 39,04   | 2       | 34,24   | 2       | 15,51 | 1     | 6,77         | -            | 74,29 / 100,00 |         |                |     |        |        |                |    |                |                |
| 1982 | 38,96   | 3       | 38,74   | 2       | 11,59 | -     | 5,47         | -            | 69,51 / 100,00 |         |                |     |        |        |                |    |                |                |
| 1985 | 34,81   | 2       | 49,11   | 3       | 8,23  | -     | 3,52         | -            | 70,59 / 100,00 |         |                |     |        |        |                |    |                |                |
| 1989 | 32,33   | 3       | 50,11   | 4       | 4,30  | -     | 9,13         | -            | 70,15 / 100,00 |         |                |     |        |        |                |    |                |                |
| 1993 | 37,90   | 3       | 30,90   | 2       | 25,89 | 2     | 0,96         | -            | 70,14 / 100,00 |         |                |     |        |        |                |    |                |                |
| 1997 | 54,88   | 4       | 6,87    | -       | 33,92 | 3     | 0,78         | -            | 65,60 / 100,00 |         |                |     |        |        |                |    |                |                |
| 2001 | 51,28   | 4       | 5,93    | -       | 37,38 | 3     | 1,52         | -            | 68,22 / 100,00 |         |                |     |        |        |                |    |                |                |
| 2005 | 47,88   | 4       | 7,98    | -       | 40,44 | 3     | 1,14         | -            | 66,27 / 100,00 |         |                |     |        |        |                |    |                |                |
| 2009 | CDS-PP  | CDS-PP  | PPD/PSD | PPD/PSD | 52,88 | 4     | 0,91         | -            | 43,60          | 3       | 62,85 / 100,00 |     |        |        |                |    |                |                |
| 2013 | CDS-PP  | CDS-PP  | PPD/PSD | PPD/PSD | 61,82 | 5     | 2,67         | -            | 28,59          | 2       | 55,01 / 100,00 |     |        |        |                |    |                |                |
| 2017 | 22,49   | 2       | 12,22   | 1       | 52,53 | 4     | 1,52         | -            |                |         | 6,35           | -   | CDS-PP | CDS-PP | 56,22 / 100,00 |    |                |                |
| 2021 | CDS-PP  | CDS-PP  | PPD/PSD | PPD/PSD | 54,58 | 4     | 1,23         | -            | 37,83          | 3       |                |     |        |        | 2,30           | -  | 63,59 / 100,00 |                |

### Eleições legislativas
| Data | %     | %     | %     | %     | %     | %     | %        | %     | %    | %     | %    | %   | %       | % | %  | %  |  |
| Data | PSD   | CDS   | PS    | PCP   | UDP   | AD    | APU/ CDU | FRS   | PRD  | PSN   | BE   | PAN | PSD CDS | L | CH | IL |  |
| ---- | ----- | ----- | ----- | ----- | ----- | ----- | -------- | ----- | ---- | ----- | ---- | --- | ------- | - | -- | -- |  |
| Data | 1976  | 33,17 | 28,57 | 22,90 | 3,86  | 0,85  |          |       |      |       |      |     |         |   |    |    |  |
| 1979 | AD    | AD    | 18,90 | APU   | 1,19  | 64,56 | 6,65     |       |      |       |      |     |         |   |    |    |  |
| 1980 | AD    | AD    | FRS   | APU   | 0,45  | 66,98 | 6,38     | 18,90 |      |       |      |     |         |   |    |    |  |
| 1983 | 33,22 | 25,98 | 27,45 | APU   | 0,50  |       | 6,20     |       |      |       |      |     |         |   |    |    |  |
| 1985 | 32,43 | 28,09 | 19,45 | APU   | 0,53  | 7,07  | 5,88     |       |      |       |      |     |         |   |    |    |  |
| 1987 | 62,04 | 10,39 | 15,35 | CDU   | 0,23  | 3,90  | 1,06     |       |      |       |      |     |         |   |    |    |  |
| 1991 | 62,73 | 10,20 | 19,23 | CDU   |       | 2,97  | 0,54     | 1,15  |      |       |      |     |         |   |    |    |  |
| 1995 | 42,48 | 12,58 | 38,84 | CDU   | 0,28  | 2,31  |          | 0,18  |      |       |      |     |         |   |    |    |  |
| 1999 | 41,73 | 13,48 | 37,75 | CDU   |       | 2,43  | 0,36     | 0,83  |      |       |      |     |         |   |    |    |  |
| 2002 | 48,90 | 13,79 | 31,62 | CDU   | 1,63  |       | 1,11     |       |      |       |      |     |         |   |    |    |  |
| 2005 | 37,42 | 10,10 | 43,27 | CDU   | 2,36  | 2,53  |          |       |      |       |      |     |         |   |    |    |  |
| 2009 | 39,31 | 13,79 | 35,58 | CDU   | 2,50  | 4,41  |          |       |      |       |      |     |         |   |    |    |  |
| 2011 | 49,47 | 11,92 | 28,83 | CDU   | 2,33  | 1,57  | 0,37     |       |      |       |      |     |         |   |    |    |  |
| 2015 | CDS   | PSD   | 30,62 | CDU   | 3,86  | 5,03  | 0,74     | 51,56 | 0,27 |       |      |     |         |   |    |    |  |
| 2019 | 35,03 | 9,04  | 36,63 | CDU   | 2,40  | 5,36  | 1,86     |       | 0,37 | 0,82  | 0,28 |     |         |   |    |    |  |
| 2022 | 36,06 | 2,34  | 44,64 | CDU   | 1,39  | 1,50  | 0,78     | 0,33  | 8,65 | 1,19  |      |     |         |   |    |    |  |
| 2024 | AD    | AD    | 29,07 | CDU   | 35,55 | 1,38  | 1,82     | 0,89  | 1,05 | 20,72 | 2,10 |     |         |   |    |    |  |

## Personalidades
- Barão de Moimenta da Beira e Visconde de Moimenta da Beira
- António José Rafael, Bispo de Bragança-Miranda
- Amadeu Ferreira Matias, militar no Corpo Expedicionário Português durante a 1.ª Guerra Mundial
- Luís Veiga Leitão, poeta e artista plástico
- António de Paiva Gomes, médico, politico, militar e jornalista